# 加延

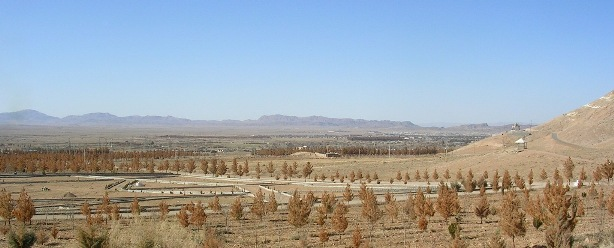

加延是伊朗的城市，位於該國東部，由南呼羅珊省負責管轄，海拔高度1,443米，主要農產品有番紅花和伏牛花，該鎮約2,400名居民在1997年5月10日發生的地震中罹難，2006年人口32,474。